# Wapen van Schalkwijk

Wapen van Schalkwijk

Het wapen van Schalkwijk werd op 10 juni 1818 door de Hoge Raad van Adel aan de Utrechtse gemeente Schalkwijk bevestigd. In 1962 ging Schalkwijk op in de gemeente Houten. Het wapen van Schalkwijk is daardoor komen te vervallen als gemeentewapen. Het wapen van Houten werd hierop aangepast door het wapen van Schalkwijk te palen met dat van Houten.

## Blazoenering
De blazoenering van het wapen luidde als volgt:
Van rood, beladen met 3 zilveren dwarsbalken. Het schild met een gouden kroon gedekt.
De heraldische kleuren zijn keel (rood), zilver (wit) en goud (goud of geel). Het schild wordt gedekt door een gouden kroon van drie bladeren en twee parels, wat een gravenkroon wordt genoemd.

## Verklaring

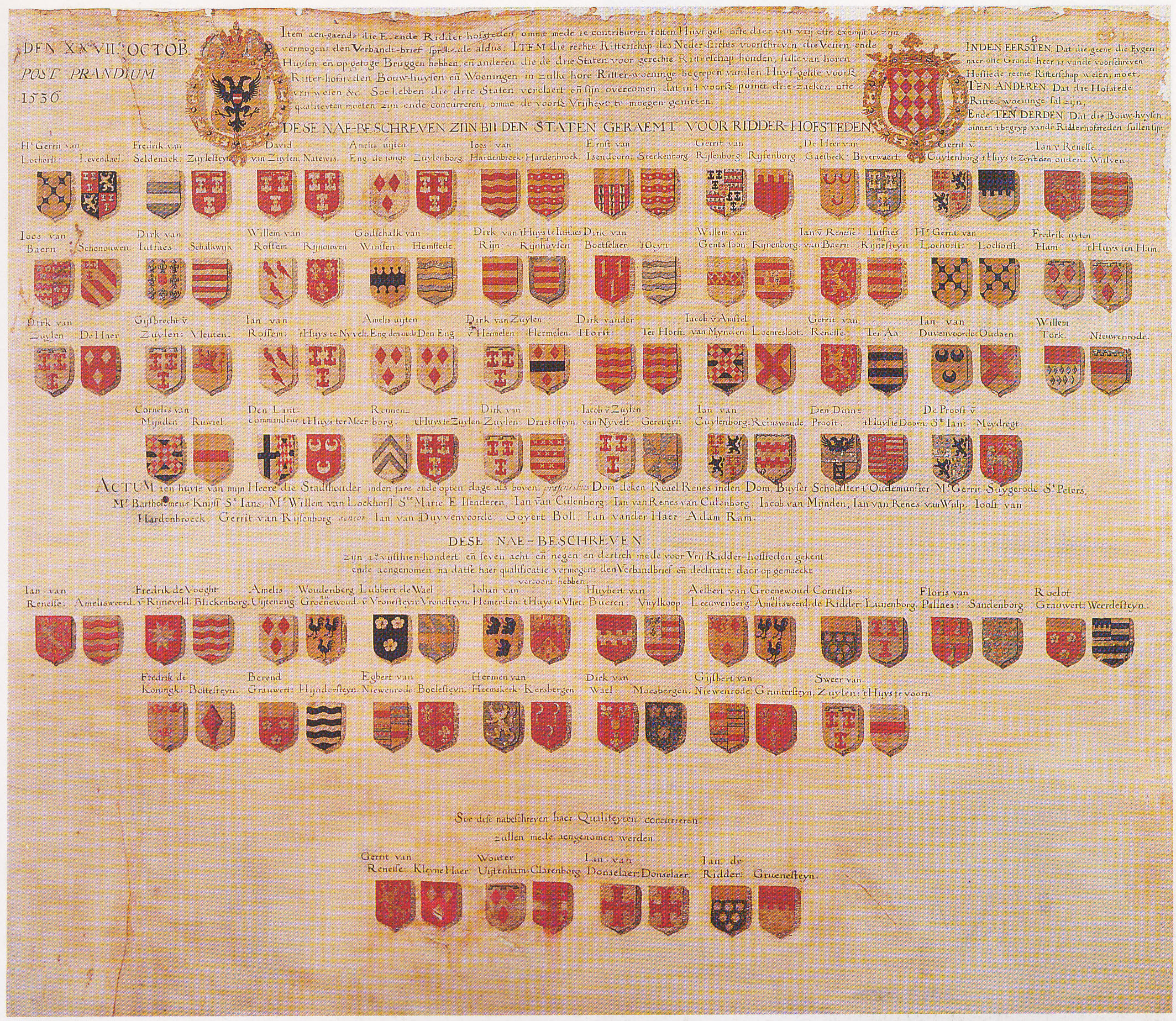
Wapenkaart die hing in het huis van de Ridderschap van Utrecht uit vermoedelijk circa 1675 met de wapens van edelen en de wapens van hun ridderhofsteden

Het wapen is het wapen van de oude ridderhofstad Schalkwijk. Dit werd voor het eerst gebruikt door Berend van Scalcwyc op een zegel aan een pachtbrief uit 1314.

## Verwante wapens

Wapen van Houten

Abcoude
· Abcoude-Baambrugge
· Abcoude-Proostdij
· Achttienhoven
· Amerongen
· Benschop
· Breukelen
· Breukelen-Nijenrode
· Breukelen-Sint Pieters
· Bunnik
· Cothen
· Darthuizen
· De Vuursche
· Doorn
· Driebergen
· Driebergen-Rijsenburg
· Everdingen
· Haarzuilens
· Hagestein
· Harmelen
· Hoenkoop
· Hoogland
· Houten
· Indijk
· Jaarsveld
· Jutphaas
· Kamerik
· Kockengen
· Langbroek
· Leersum
· Linschoten
· Loenen
· Loenersloot
· Loosdrecht
· Maarn
· Maarssen
· Maarsseveen
· Maartensdijk
· Mijdrecht
· Nigtevecht
· Noord-Polsbroek
· Odijk
· Oudenrijn
· Polsbroek
· Rijsenburg
· Ruwiel
· Schalkwijk
· Snelrewaard
· Sterkenburg
· Stoutenburg
· Tienhoven
· Vianen 
· Vinkeveen
· Vinkeveen en Waverveen
· Vleuten
· Vleuten-De Meern
· Vreeland
· Vreeswijk
· Waarder
· Waverveen
· Werkhoven
· Westbroek
· Willeskop
· Willige Langerak
· Wilnis
· Zegveld
· Zuilen
· Zuid-Polsbroek